# Arnaud Tendon
Arnaud Tendon (ur. 6 listopada 2002 w Bassecourt) – szwajcarski kolarz szosowy.

## Osiągnięcia
Opracowano na podstawie:

2020
- 2. miejsce w mistrzostwach Szwajcarii juniorów (jazda indywidualna na czas)
- 1. miejsce w mistrzostwach Szwajcarii juniorów (start wspólny)

2022
- 1. miejsce na 2. etapie Tour du Pays de Montbéliard
- 2. miejsce w mistrzostwach Szwajcarii U23 (start wspólny)
- 2. miejsce w mistrzostwach Europy U23 (mieszana jazda drużynowa na czas)

## Rankingi
| Rok             | 2021  | 2022 | 2023  | 2024  |
| --------------- | ----- | ---- | ----- | ----- |
| World Ranking   | 2301. | 950. | 1722. | 1091. |
| UCI Europe Tour | 1534. | 694. | -     | -     |
|                 |       |      |       |       |
| Źródło: UCI     |       |      |       |       |